# 森田健 (ボクシング審判員)
森田 健（もりた けん、1935年3月22日 - ）は、日本の元プロボクサー、元ボクシング審判員。群馬県高崎市出身。

## 人物
高崎拳闘道場でボクシングを始め、アマ戦績19勝4敗を残す。
1959年、新和拳（現・横浜光ボクシングジム）よりプロデビュー。フライ級で戦い、後に世界王者となるファイティング原田とも試合をして敗北した。プロ戦績13勝5敗3分。
1960年に引退した後はインドネシア大使館に勤務。
1964年、29歳で審判員に転向。同年からジャッジ、1967年からレフェリーとしてデビューし、41年間で通算3万試合、世界戦97試合でレフェリー・ジャッジを務めた（いずれも日本人最多）。1981年のWBA世界ウェルター級王者トーマス・ハーンズの防衛戦のレフェリーも務めた。ハーンズ戦は森田にとっては初めてアメリカのリングであり、この試合でのレフェリングが高く評価されて世界戦を多く担当するきっかけになったと自ら語っている。
1981年に人材派遣会社を設立して経営。自ら経営者になったのはボクシングを優先できることが大きな理由である。
1994年に行われた薬師寺保栄vs辰吉丈一郎の王座統一戦ではジャッジとして参加した。1992年に行われた鬼塚勝也の世界初防衛戦、1998年の世界戦 飯田覚士vs井岡弘樹 ではレフェリーを担当した。 
2004年、年間表彰で特別賞を受賞。2017年にも同表彰の協会功労賞を受賞している。
2005年、70歳で審判員生活にピリオドを打った。引退後はJBC審判委員長を務める一方、人材派遣会社の経営も続けた。
2011年にJBC事務局長に就任。2015年2月に辞任し、JBC顧問に就任。